# Pietro Andrea Gregorio Mattioli
Pietro Andrea Gregorio Mattioli (Petrus Andreas Matthiolus) ( 23 de marzo de 1501, Siena – 1578, Trento) fue un médico y naturalista nacido en Siena, y fallecido por la peste en Trento.

## Biografía
Recibió el doctorado en la Universidad de Padua en 1523, y posteriormente practicó la profesión en Siena, Roma, Trento y Gorizia, pasando a ser médico personal de Fernando II, Archiduque de Austria en Praga y en el Castillo de Ambras, y de Maximiliano II de Habsburgo en Viena.
Como abnegado estudiante de botánica, describió 100 nuevas especies, y coordinó la botánica médica de su época en Discorsi ("Commentaries") de la Materia Medica de Dioscórides, con más de 500 grabados. Su primera edición apareció en 1544 en idioma italiano, con varias ediciones posteriores en italiano y traducciones al latín (Venecia, 1554), checo, (Praga, 1562), alemán (Praga, 1563) y francés. 
Además de identificar las especies originalmente descritas por Dioscórides, Mattioli agregó descripciones de algunas especies que no figuraban en Dioscórides, ni tenían ningún uso medicinal, creando así la transición desde el estudio de las plantas como campo de la medicina al estudio por el interés mismo de ellas. Describió por ejemplo, especies nuevas recolectadas en el Tirol, además de especímenes que le entregaban (por ejemplo gracias al médico del embajador de Turquía). También recibió ayuda de su amigo el botánico Ghini.
Las xilografías en la obra de Mattioli tenían una calidad tan alta que permitían reconocer las plantas aun cuando el texto fuera un tanto oscuro. La notable inclusión de una variedad temprana de tomate fue el primer ejemplo documentado de que se estaba cultivando y cunsumiendo en Europa.

## Obra
- 1533, Morbi Gallici Novum ac Utilissimum Opusculum quo vera et omnimoda eius cura percipi potest P. Andrea Mattheolo Senensi doctore praestantiss. auctore (per haeredes Hieronymi de Benedictis calcographi, Bologna 1533)

- 1535, Liber de Morbo Gallico, dedicado a Bernardo Clesio

- 1536, De Morbi Gallici Curandi Ratione

- 1539, Il Magno Palazzo del Cardinale di Trento

- Dioscórides:
  - Di Pedacio Dioscoride Anazarbeo libri cinque della historia, & materia medicinale tradotti in lingua volgare italiana da M. Pietro Andrea Matthiolo Sanese medico. Con amplissimi discorsi, et comenti, et dottissime annotationi, et censure del medesimo interprete... , también conocido como Discorsi (Niccolo Bascarini, Venedig 1544)
  - Il Dioscoride dell'eccellente dottor medico M. P. Andrea Matthioli da Siena; co i suoi discorsi, da esso la seconda uolta illustrati, & diligentemente ampliati: con l'aggiunta del sesto libro de i rimedi di tutti i ueleni da lui nuouamente tradotto, & con dottissimi discorsi per tutto commentato... (Vincenzo Valgrisi, Venedig 1548)
  - Il Dioscoride dell'eccellente dottor medico m. P. Andrea Matthioli da Siena con li suoi discorsi da esso la terza uolta illustrati et copiosamente ampliati. Co'l sesto libro de gli antidoti contra a tutti i ueleni da lui tradotto, & con dottissimi discorsi per tutto commentato... (Vincenzo Valgrisi, Venedig 1550; 1551)
  - I Discorsi di m. Pietro Andrea Matthioli sanese, medico cesareo, et del serenissimo principe Ferdinando archiduca d'Austria &c. nelli sei libri di Pedacio Discoride Anazarbeo della materia medicinale (Vincenzo Valgrisi, Venezia 1568). Un ejemplar del Francesco Maria II della Rovere, coloreado y decorado con fondos paisajísticos por Gherardo Cibo, se conserva en Roma, Biblioteca Alessandrina (Rari 278).[2] Edición digital realizada por el Ministero della Cultura italiano..

- 1548, Traducción al italiano de Geografía di Tolomeo
- Ptolemeo la geografia di Claudio Ptolemeo alessandrino, con alcuni comenti & aggiunte fatteui da Sebastiano Munstero alamanno, con le tauole non solamente antiche & moderne solite di stamparsi, ma altre nuoue aggiunteui di messer Iacopo Gastaldo piamontese cosmographo, ridotta in uolgare italiano da m. Pietro Andrea Mattiolo senese medico eccellentissimo con l'aggiunta d'infiniti nomi moderni, ... fatta con grandissima diligenza da esso meser Iacopo Gastaldo, il che in nissun altro Ptolemeo si ritroua... (de Nicolo Bascarini para Battista Pedrezano, Venedig 1547/48)

- 1554, Petri Andreae Matthioli Medici Senensis Commentarii, in Libros sex Pedacii Dioscoridis Anazarbei, de Materia Medica, Adjectis quàm plurimis plantarum & animalium imaginibus, eodem authore, o Commentarii. Esta obra de Materia Medica tuvo comentarios anónimos de Michael Servetus, y es conocido como “el tributo de los impresores de Lyon a Michael de Villanueva.”[3]

- 1558, Apologia Adversus Amatum Lusitanum

- 1561, Epistolarum Medicinalium Libri Quinque

- 1569, Opusculum de Simplicium Medicamentorum Facultatibus

- 1571, Compendium de Plantis Omnibus una cum Earum Iconibus

- 1586, De plantis epitome. Francofurti ad Moenum × Biblioteca de la Univ. Estatal de Düsseldorf.

- 1590, Kreutterbuch deß hochgelehrten unnd weitberühmten Herrn D. Petri Andreae Matthioli : jetzt widerumb mit viel schönen neuwen Figuren, auch nützlichen Artzeneyen, und andern guten Stücken, zum andern mal auß sonderm Fleiß gemehret und verfertigt. Franckfort am Mayn : [Johann Feyerabend für Peter Fischer & Heinrich Tack]. Biblioteca de la Univ. Estal de Düsseldorf.

- 1598, Medici Caesarei et Ferdinandi Archiducis Austriae opera quae extant omnia . Frankfurt a.M. Biblioteca de la Univ. Estatal de Düsseldorf.

- 1627, Les commentaires de P. André Matthiolus sur les six livres de Pedacius Dioscoride Anazarbeen, de la matiere medecinale : traduits de latin en françois, par M. Antoine du Pinet ; et illustrez de nouveau, d'un bon nombre de figures, & augmentez ... ; avec plusieurs tables ... Lyon. Biblioteca de la Univ. Estatalde Düsseldorf.
- La abreviatura «Mattioli» se emplea para indicar a Pietro Andrea Gregorio Mattioli como autoridad en la descripción y clasificación científica de los vegetales.[4]